# Кристофер Вест
Кристофер Вест (енгл. Christopher West; рођен 1969) је католички предавач и аутор књига, најпознатији по предавању теологије тела.

## Биографија
Вест предаје преддипломске и дипломске курсеве на институту за теологију тела од краја 90-их. Предавао је и на теолошком институту Свети Јован Вијанеј у Денверу, Интитуту за припрему свештеника при Крејтон универзитету у Омахи, и као гостујући предавач на институту Јован Павле други у Мелбурну. Од 2004. године ради као истраживач и члан истититута „Теологија тела“ у Филаделфији. Његова предавања привлаче људе различитих занимања и година. Аутор је видео пројекта под називом „Слободни за љубав“.

## Књиге
- Добре вести о сексу и браку (2000)
- Објашњење теологије тела: Коментари на „јеванђеље о телу“ папе Јована Павла другог (2003)[3]
- Теологија тела за почетнике (2004)[4]
- Добре вести о сексу и браку: Одговори на ваша искрена питања о католичком учењу (2004)
- Објашњење теологије тела: Коментари на „Мушко и женско створи их“ папе Јована Павла другог (2007)
- Рајска песма: Сексуална љубав какава би требало да буде (2008)
- Овим напуните срца: Бог, секс и универзална чежња (2012)[5]